# Option citoyenne (Colombie)
Pour le mouvement politique au Quebec, voir Option citoyenne.
Option citoyenne (en espagnol : Opción Ciudadana est un parti politique colombien de droite créé en 1997 sous le nom de Convergence citoyenne. Il s'est appelé Partido de Integración Nacional (Parti de l'intégration nationale) de 2009 à 2013.

## Histoire

### Convergence citoyenne
Le parti est créé sous le nom de Partido Convergencia Ciudadanae (Parti Convergence citoyenne) par Luis Alberto Gil Colorado en 1997, quand cet ancien membre du M-19 est élu député à l'Assemblée du Santander. En 2002, Luis Alberto Gil Colorado est élu au Sénat de la République de Colombie et alors décide de soutenir le gouvernement du président Alvaro Uribe, sans pour autant y prendre part. Ce mouvement reçoit alors l'adhésion de personnalités politiques « uribistes ».
Lors des élections législatives de 2006, Convergence citoyenne, obtient 15 élus en affirmant son soutien à la politique d'Uribe et grâce à une alliance avec Ouverture libérale et le Mouvement populaire uni.
Le parti est impliqué dans le scandale de la parapolitique,. Beaucoup considèrent alors qu'il est une "réincarnation" de l'Alliance nationale démocratique, parti qui avait été dissout, ainsi que d'autres partis, comme le Mouvement Colombie vivante et Convergence citoyenne. Parmi les candidats du parti qui se présentaient aux élections, beaucoup d'entre eux étaient amis ou avaient des liens familiaux avec des membres de milices d'extrême-droite et de gangs criminels.

### Parti de l'intégration nationale
En 2009, Convergence citoyenne devient le Parti d'intégration nationale (en espagnol: Partido de Integración Nacional, PIN) pour se présenter aux élections législatives de l'année suivante. [citation nécessaire]
Lors des élections législatives de 2010, le PIN gagne 9 élus au Sénat et a fait élire 11 députés à la Chambre des Représentants colombienne.

### Option citoyenne
Le PIN change son nom en Option citoyenne ((es) : Opción Ciudadana, OC) en 2013 pour améliorer son image en vue des élections législatives de 2014. Il fait élire 5 sénateurs et 6 députés. En mars 2015, le parti intègre la coalition gouvernementale Unité Nationale.[citation nécessaire]
Lors des Élections législatives colombiennes de 2018, le parti n'obtient que 354 042 voix pour les sénatoriales, soit 0,61% des suffrages et aucun élu, et 283 812 voix, soit 2,04% des suffrages et deux représentants à la Chambre des représentants de Colombie.